# Ampasimaneva
Ampasimaneva is een plaats en commune in het zuiden van Madagaskar, behorend tot het district Anosibe An'ala, dat gelegen is in de regio Alaotra-Mangoro. Tijdens een volkstelling in 2001 telde de plaats 4.400 inwoners.